# Arkadij Naiditsch
Arkadij Naiditsch (ur. 25 października 1985 w Rydze) – azerski szachista pochodzenia łotewskiego, arcymistrz od 2001 roku. Do roku 2015 reprezentował Niemcy.

## Kariera szachowa

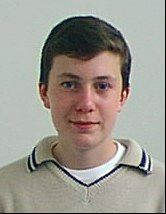
Arkadij Naiditsch, Dortmund 2001

W 1996 r. jego rodzina przeprowadziła się do Niemiec i zamieszkała w Dortmundzie. W 1997 r. jego trenerem był Jerzy Konikowski, a następnie Igor Glek. Współpracował również z Arturem Jusupowem. Wkrótce jego szachowy talent zaczął się szybko rozwijać, dzięki fundacji (założonej w celu jego promowania) oraz niemieckiej federacji szachowej. Dzięki tej pomocy w wieku 16 lat został najmłodszym arcymistrzem w historii niemieckich szachów i awansował do ścisłej czołówki szachistów tego kraju.
W 2001 r. rozegrał w Dortmundzie mecz z Almirą Skripczenko, zwyciężając 7 - 3 oraz podzielił I miejsce w otwartym turnieju w Fürth. Rok później triumfował w Griesheim, Essen oraz Bad Zwesten. Rozegrał również w Dortmundzie mecz z Janem Timmanem, zakończony remisem 4 - 4. W 2003 r. podzielił II miejsce w turnieju Corus Chess–B w Wijk aan Zee. W 2004 r. zanotował pierwszy znaczący sukces w turnieju elity, dzieląc I miejsce w Sparkassen Chess Meeting w Dortmundzie (wraz z Viswanathanem Anandem). W 2005 r. odniósł duży sukces, samodzielnie zwyciężając w tym bardzo silnie osadzonym turnieju (przed m.in. Władimirem Kramnikiem, Péterem Lékó, Weselinem Topałowem i Michaelem Adamsem), pomimo iż posiadał najniższy ranking wśród uczestników i był teoretycznie najsłabszym zawodnikiem. Został jednocześnie najmłodszym w historii triumfatorem oraz pierwszym niemieckim szachistą, który zwyciężył w tym tradycyjnym turnieju elity. W tym samym roku zwyciężył w silnie obsadzonym turnieju szachów szybkich Dutch Rapid Open w Vlaardingen. W 2006 r. zajął IV miejsce na mistrzostwach Europy, rozegranych w Kuşadası. W 2007 r. zwyciężył w mistrzostwach Niemiec, rozegranych w Bad Königshofen, triumfował również w silnie obsadzonym turnieju otwartym w Baku (przed Wadimem Małachatko, Loekiem van Welym, Aleksiejem Fiodorowem oraz Nigelem Shortem). W 2009 r. podzielił I m. w Deizisau (turniej Neckar-Open, wspólnie z Fernando Peraltą i Axelem Bachmannem). W 2010 r. zwyciężył w Montrealu, natomiast w 2011 r. – w Deizisau. W 2013 r. podzielił I m. (wspólnie z Richárdem Rapportem) w turnieju Tata Steel–B w Wijk aan Zee. W 2014 r. zwyciężył w turnieju Zurich Christmas Open w Zurychu, natomiast w 2015 r. podzielił I m. w turnieju 3rd GRENKE Chess Classic w Baden-Baden (w dogrywce uległ Magnusowi Carlsenowi).
Wielokrotnie reprezentował Niemcy w turniejach drużynowych, m.in.:
- czterokrotnie na olimpiadach szachowych (w latach 2006, 2008, 2012, 2014)[9],
- na drużynowych mistrzostwach świata (w roku 2013)[10],
- czterokrotnie na drużynowych mistrzostwach Europy (w latach 2007, 2009, 2011, 2013); trzykrotny medalista: wspólnie z drużyną – złoty (2011) oraz indywidualnie – srebrny (2013 – na I szachownicy) i brązowy (2011 – na I szachownicy)[11].

1 kwietnia 2009 r. został pierwszym w historii niemieckim szachistą, który osiągnął granicę 2700 punktów rankingowych. Najwyższy ranking w dotychczasowej karierze osiągnął 1 grudnia 2013 r., z wynikiem 2737 punktów zajmował wówczas 18. miejsce na światowej liście FIDE), jednocześnie zajmując 1. miejsce wśród niemieckich szachistów.
W 2015 zmienił federację z niemieckiej na azerską.